# Gran Premio motociclistico di San Marino 1981
Il Gran Premio motociclistico di San Marino 1981 fu il decimo appuntamento del motomondiale 1981; si è trattato della prima edizione assoluta del Gran Premio motociclistico di San Marino.
Si svolse il 12 luglio 1981 all'autodromo Dino Ferrari di Imola e vide la vittoria di Marco Lucchinelli nella Classe 500, di Anton Mang nella Classe 250, di Loris Reggiani nella Classe 125 e di Ricardo Tormo nella Classe 50.
Durante le prove della 250, Sauro Pazzaglia è caduto, riportando gravi lesioni craniche. Muore il lunedì successivo presso un ospedale di Bologna.

## Classe 500
Il pilota italiano Marco Lucchinelli ottiene il quarto successo stagionale, terzo consecutivo, consolidando in tal modo la sua prima posizione in classifica iridata; alle sue spalle giungono il britannico Barry Sheene e il neozelandese Graeme Crosby. 
Uno dei suoi maggiori contendenti, lo statunitense Kenny Roberts, dopo aver ottenuto il secondo posto in prova non prende il via alla gara a causa di un'intossicazione alimentare che ha colpito lui e la sua famiglia.

### Arrivati al traguardo
| Pos | Pilota             | Moto     | Tempo     | Griglia | Punti |
| --- | ------------------ | -------- | --------- | ------- | ----- |
| 1   | Marco Lucchinelli  | Suzuki   | 42:19.980 | 1       | 15    |
| 2   | Barry Sheene       | Yamaha   | +3.310    | 6       | 12    |
| 3   | Graeme Crosby      | Suzuki   | +6.460    | 4       | 10    |
| 4   | Randy Mamola       | Suzuki   | +44.780   | 3       | 8     |
| 5   | Kork Ballington    | Kawasaki | +1:12.190 | 7       | 6     |
| 6   | Guido Paci         | Yamaha   | +1:21.280 | 21      | 5     |
| 7   | Jack Middelburg    | Suzuki   | +1:22.720 | 5       | 4     |
| 8   | Marc Fontan        | Yamaha   | +1:22.850 | 8       | 3     |
| 9   | Giovanni Pelletier | Suzuki   | +1:27.380 | 12      | 2     |
| 10  | Keith Huewen       | Yamaha   | +1:35.230 | 20      | 1     |
| 11  | Sergio Pellandini  | Suzuki   | +1:43.040 | 15      |       |
| 12  | Christian Sarron   | Yamaha   | +2:07.320 | 28      |       |
| 13  | Walter Migliorati  | Suzuki   | +2:21.660 | 22      |       |
| 14  | Seppo Rossi        | Suzuki   | +2:22.680 | 19      |       |
| 15  | Kimmo Kopra        | Suzuki   | +1 giro   | 26      |       |
| 16  | Michel Frutschi    | Yamaha   |           | 23      |       |
| 17  | Fabio Biliotti     | Suzuki   |           | 16      |       |
| 18  | Raffaele Pasqual   | Yamaha   |           | 31      |       |
| 19  | Virginio Ferrari   | Cagiva   |           | 29      |       |

### Ritirati
| Pilota            | Moto       | Motivo | Griglia |
| ----------------- | ---------- | ------ | ------- |
| Boet van Dulmen   | Yamaha     |        | 9       |
| Franco Uncini     | Suzuki     |        | 10      |
| Bernard Fau       | Suzuki     |        | 11      |
| Philippe Coulon   | Suzuki     |        | 13      |
| Willem Zoet       | Suzuki     |        | 14      |
| Carlo Perugini    | Sanvenero  |        | 17      |
| Gianni Rolando    | Lombardini |        | 18      |
| Christian Estrosi | Yamaha     |        | 24      |
| Steve Parrish     | Yamaha     |        | 25      |
| Børge Nielsen     | Suzuki     |        | 27      |
| Sadao Asami       | Yamaha     |        | 25      |

### Non partito
| Pilota        | Moto   | Motivo         | Griglia |
| ------------- | ------ | -------------- | ------- |
| Kenny Roberts | Yamaha | Intossicazione | 2       |

## Classe 250
Il pilota tedesco Anton Mang continua a dominare la categoria, con questo successo ottiene la sesta vittoria stagionale e quinta consecutiva su 8 gare sin qui disputate. In quest'occasione precede lo svizzero Roland Freymond e il francese Jean-François Baldé.
Oltre all'incidente che si rivelerà in seguito mortale per Sauro Pazzaglia, un grave incidente è occorso nelle prove al venezuelano Carlos Lavado che dice così addio ad ogni speranza di titolo.

### Arrivati al traguardo
| Pos | Pilota                 | Moto            | Tempo     | Griglia | Punti |
| --- | ---------------------- | --------------- | --------- | ------- | ----- |
| 1   | Anton Mang             | Kawasaki        | 45:43.810 | 1       | 15    |
| 2   | Roland Freymond        | Ad Maiora       | +19.910   | 5       | 12    |
| 3   | Jean-François Baldé    | Kawasaki        | +23.020   | 7       | 10    |
| 4   | Pierluigi Conforti     | Kawasaki        | +33.200   | 9       | 8     |
| 5   | Thierry Espié          | Pernod          | +40.320   | 8       | 6     |
| 6   | Jean-Louis Tournadre   | Yamaha          | +46.150   | 15      | 5     |
| 7   | Christian Estrosi      | Yamaha          | +47.070   | 3       | 4     |
| 8   | Patrick Fernandez      | Bimota-Yamaha   | +49.570   | 6       | 3     |
| 9   | Jacques Bolle          | Yamaha          | +52.550   | 17      | 2     |
| 10  | Didier de Radiguès     | Yamaha          | +59.160   | 12      | 1     |
| 11  | Jeffrey Sayle          | Armstrong-Rotax | +59.600   | 21      |       |
| 12  | Jean-Louis Guignabodet | Kawasaki        | +1:15.690 | 16      |       |
| 13  | Mick Grant             | Armstrong-Rotax | +1:22.960 | 30      |       |
| 14  | Martin Wimmer          | Yamaha          | +1:30.230 | 13      |       |
| 15  | Pierre Bolle           | Yamaha          | +1:31.770 | 14      |       |
| 16  | Jean-Marc Toffolo      | Armstrong-Rotax | +1:31.870 | 10      |       |
| 17  | Alan North             | Yamaha          | +1:39.960 | 27      |       |
| 18  | Franco Marchegiani     | Yamaha          | +1:40.170 | 25      |       |
| 19  | Richard Schlachter     | Yamaha          | +1:44.140 | 26      |       |
| 20  | Eero Hyvärinen         | Yamaha          | +1:45.160 | 31      |       |
| 21  | Graeme Geddes          | Yamaha          | +1:53.050 | 18      |       |
| 22  | Peter Looijesteijn     | Rotax           | +2:01.630 | 23      |       |

### Ritirati
| Pilota              | Moto      | Motivo | Griglia |
| ------------------- | --------- | ------ | ------- |
| Hervé Guilleux      | Siroko    |        | 4       |
| Maurizio Massimiani | Ad Majora |        | 11      |
| Paolo Ferretti      | Yamaha    |        | 19      |
| Pier Paolo Bianchi  | MBA       |        | 20      |
| Bruno Kneubühler    | Rotax     |        | 22      |
| Sito Pons           | Rotax     |        | 24      |
| Loris Reggiani      | Yamaha    |        | 29      |
| Battista Gemignani  | Yamaha    |        | 32      |
| Germano Conti       | MBA       |        | 33      |
| Bruno Lüscher       | Yamaha    |        | 34      |
| Ángel Nieto         | Siroko    |        | 35      |
| Hans Müller         | MBA       |        | 36      |
| Roger Sibille       | Yamaha    |        | 39      |

### Non partito
| Pilota        | Moto   | Motivo             | Griglia |
| ------------- | ------ | ------------------ | ------- |
| Carlos Lavado | Yamaha | Incidente in prova | 2       |

## Classe 125
Nella ottavo di litro per la prima volta nell'anno, Loris Reggiani precede il suo compagno di squadra Ángel Nieto, ottenendo il secondo successo della stagione (nell'occasione precedente in Jugoslavia Nieto si era ritirato). Sul terzo gradino del podio l'altro italiano Pier Paolo Bianchi.

### Arrivati al traguardo
| Pos | Pilota             | Moto       | Tempo     | Griglia | Punti |
| --- | ------------------ | ---------- | --------- | ------- | ----- |
| 1   | Loris Reggiani     | Minarelli  | 43:57.520 | 1       | 15    |
| 2   | Ángel Nieto        | Minarelli  | +1.800    | 2       | 12    |
| 3   | Pier Paolo Bianchi | MBA        | +2.100    | 6       | 10    |
| 4   | Ricardo Tormo      | Sanvenero  | +21.910   | 4       | 8     |
| 5   | Jacques Bolle      | Motobécane | +27.670   | 7       | 6     |
| 6   | Hugo Vignetti      | MBA        | +33.580   | 9       | 5     |
| 7   | Roberto Ruosi      | MBA        | +1:13.230 | 10      | 4     |
| 8   | Gerhard Waibel     | MBA        | +1:13.550 | 13      | 3     |
| 9   | August Auinger     | MBA        | +1:13.700 | 11      | 2     |
| 10  | Willy Pérez        | MBA        | +1:18.480 | 20      | 1     |
| 11  | Thierry Noblesse   | MBA        | +1:25.300 | 14      |       |
| 12  | Anton Straver      | MBA        | +1:41.200 | 21      |       |
| 13  | Johnny Wickström   | MBA        | +2:09.140 | 12      |       |
| 14  | Olivier Liégeois   | MBA        | +2:17.010 | 17      |       |
| 15  | Joe Genoud         | MBA        | +1 giro   | 24      |       |
| 16  | Per Carlsson       | MBA        |           | 22      |       |
| 17  | Hans Müller        | MBA        |           | 15      |       |
| 18  | Jacky Hutteau      | Afam       |           | 26      |       |
| 19  | Peter Baláz        | MBA        |           | 27      |       |

### Ritirati
| Pilota            | Moto      | Motivo | Griglia |
| ----------------- | --------- | ------ | ------- |
| Ivan Palazzese    | MBA       |        | 3       |
| Guy Bertin        | Sanvenero |        | 5       |
| Maurizio Vitali   | MBA       |        | 8       |
| Erich Klein       | MBA       |        | 16      |
| Eugenio Lazzarini | Iprem     |        | 18      |
| Maurizio Goretti  | MBA       |        | 19      |
| Joël Malatino     | MBA       |        | 25      |
| Theo Timmer       | MBA       |        | 29      |
| Italo Zerbini     | MBA       |        | 30      |

## Classe 50
Con la vittoria nel Gran Premio, la sesta stagionale, e mancando una sola prova al termine della stagione, lo spagnolo Ricardo Tormo si laurea campione mondiale della categoria. In questa prova ha preceduto sul traguardo due piloti olandesi, Henk van Kessel e Theo Timmer.

### Arrivati al traguardo
| Pos | Pilota              | Moto       | Tempo     | Griglia | Punti |
| --- | ------------------- | ---------- | --------- | ------- | ----- |
| 1   | Ricardo Tormo       | Bultaco    | 31:43.750 | 1       | 15    |
| 2   | Henk van Kessel     | Kreidler   | +5.550    | 2       | 12    |
| 3   | Theo Timmer         | Bultaco    | +29.120   | 3       | 10    |
| 4   | Giuseppe Ascareggi  | Minarelli  | +31.870   | 5       | 8     |
| 5   | Hans-Jürgen Hummel  | Sachs      | +1:15.940 | 7       | 6     |
| 6   | Hagen Klein         | Kreidler   | +1:15.950 | 4       | 5     |
| 7   | Claudio Lusuardi    | Moto Villa | +1:41.250 | 8       | 4     |
| 8   | George Looijesteijn | Kreidler   | +1:50.770 | 9       | 3     |
| 9   | Joaquín Galí        | Bultaco    | +1:50.930 | 10      | 2     |
| 10  | Ingo Emmerich       | Kreidler   | +1:51.240 | 11      | 1     |
| 11  | Giuliano Gerani     | BBFT       | +2:16.000 | 12      |       |
| 12  | Günter Schirnhofer  | Kreidler   | +2:19.070 | 13      |       |
| 13  | Otto Machinek       | Kreidler   | +2:24.570 | 22      |       |
| 14  | Claudio Granata     | Kreidler   | +2:25.000 | 15      |       |
| 15  | Giuliano Tabanelli  | Ringhini   | +2:25.810 | 16      |       |
| 16  | Ramon Gali          | Kreidler   | +2:34.430 | 20      |       |
| 17  | Enrico Cereda       | Kreidler   | +1 giro   | 28      |       |
| 18  | Thomas Engl         | PCR        |           | 23      |       |
| 19  | Enzo Saffiotti      | UFO        |           | 19      |       |
| 20  | Pascale Buonfante   | UFO        |           | 27      |       |
| 21  | Reiner Koster       | Malanca    |           | 29      |       |
| 22  | Kasimir Rapczynski  | Kreidler   |           | 25      |       |
| 23  | Klaus Kull          | Kreidler   |           | 30      |       |
| 24  | Joe Genoud          | RYB        |           | 14      |       |
| 25  | Gerhard Singer      | Kreidler   |           | 21      |       |

### Ritirati
| Pilota           | Moto     | Motivo | Griglia |
| ---------------- | -------- | ------ | ------- |
| Rolf Blatter     | Kreidler |        | 6       |
| Peter Verbic     | Kreidler |        | 17      |
| Salvatore Milano | UFO      |        | 18      |
| Chris Baert      | CVD      |        | 26      |